# مغنولية غواتيمالية
ماغنوليا غواتيمالية (الاسم العلمي:Magnolia guatemalensis) هي نوع من النباتات يتبع جنس الماغنوليا من الفصيلة الماغنولية.